# Вайль, Синтия
Си́нтия Вайль (англ. Cynthia Weil; 18 октября 1940, Нью-Йорк, Нью-Йорк — 1 июня 2023, Беверли-Хиллз, Калифорния) — американский  автор песен. Наиболее известна в авторском партнёрстве со своим мужем Барри Манном.

## Карьера
Родилась в Нью-Йорке в еврейской семье, отец владел мебельным магазином. Известна как половинка авторского (сонграйтеровского) дуэта Барри Манна и Синтии Вайль. Вместе со своим мужем Барри Манном она работала в музыкальном издательстве Дона Киршнера Aldon Music. которое располагалось в напичканном музыкальными компаниями знаменитом здании Britt Building в Нью-Йорке.
Обычно она писала стихи, а её муж Барри Манн — музыку.
В 1960-х годах они вместе написали такие хиты, как «On Broadway», «Uptown» и «You’ve Lost That Lovin’ Feelin’» («самая часто звучавшая в эфире в XX веке песня»).
Музыкальный сайт AllMusic пишет:
Со своими историями про общественные проблемы и стихотворными виньетками, обличавшими лицемерие американской классовой системы, Вайль получила признание как один из тех новаторских авторов текстов, что вывели стихи в рок-песнях за пределы [одних только] историй про потерянную возлюбленную и детскую любовь с рифмами типа „moon—june“.
Потом (после 60-х годов) Манн и Вайль десятилетиями продолжали писать песни вместе. Они писали для Долли Партон, Мамы Касс, Джеймса Ингрэма, Линды Ронстадт, Аарона Невилла и многих других знаменитых исполнителей.
Из песен, которые Синтия Вайль написала не с Барри Манном, «Running with the Night» Лайонела Ричи, «Through the Fire» Чаки Хан и хит номер 1 в американском кантри-чарте «Wrong Again» Мартины Макбрайд.
В 1987 году Манн и Вайль были приняты в Зал славы авторов песен и получили два «Грэмми», в категории «Песня года» и «Лучшая песня, написанная для визуальных медиа» за песню «Somewhere Out There».
Умерла 1 июня 2023 года в возрасте 82 лет.